# HMS Arno (1915)
HMS Arno byl torpédoborec britského královského námořnictva z období první světové války. Původně byl v Itálii stavěn pro portugalské námořnictvo, ale před dokončením byl prodán Velké Británii. Ve službě byl v letech 1915–1918. Za první světové války operoval ve Středomoří. Dne 23. března 1918 se potopil u Dardanel po srážce s britským torpédoborcem třídy Acorn HMS Hope.

## Stavba

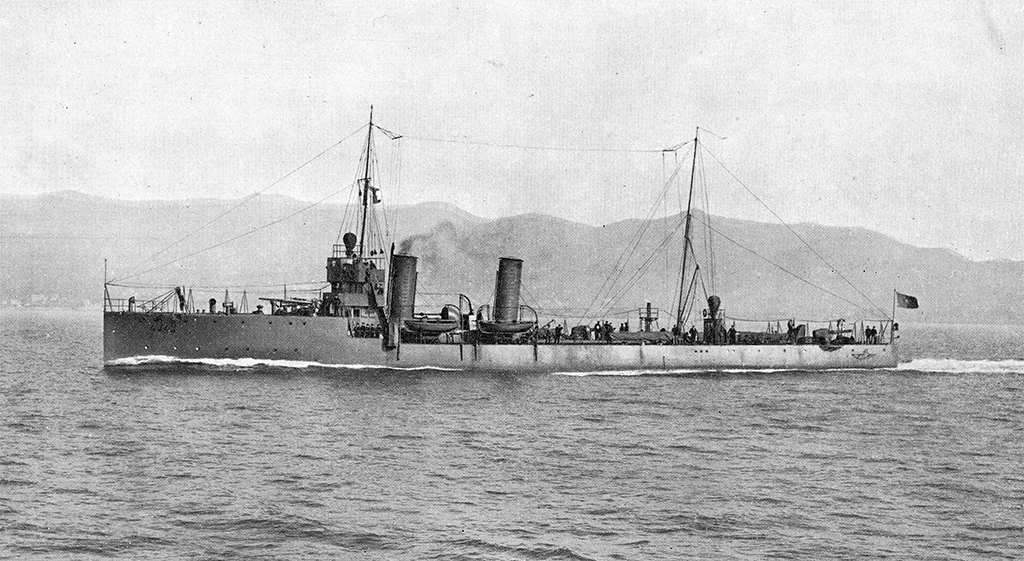
Portugalský torpédoborec Liz, pozdější Arno

Stavba portugalského torpédoborce Liz probíhala v italské loděnici Ansaldo v Janově. Stavba byla zahájena roku 1913, na vodu byl spuštěn roku 1914, ale během dokončování jej koupilo britské námořnictvo. V roce 1915 tak byl do služby přijat pod novým jménem Arno.

## Konstrukce
Výzbroj tvořily čtyři 76mm kanóny a tři jednohlavňové 450mm torpédomety. Pohonný systém tvořily čtyři kotle Yarrow a dvě turbíny Parsons o výkonu 8000 hp, pohánějící dva lodní šrouby. Nejvyšší rychlost dosahovala 29 uzlů.